# Сорхахтани
Сорхахтани-беки
(-бэки), Соркуктани-беги, Союркуктени-бики (ум. 1252) — племянница кереитского Ван-хана; старшая жена Толуя, сына Чингис-хана; мать монгольских каанов Мункэ, Хубилая, претендента на престол Ариг-Буги и ильхана Хулагу.

## Биография
Сорхахтани была младшей дочерью Джаха-Гамбу, брата Ван-хана. После окончательного разгрома кереитов (1203) Тэмуджин (Чингис-хан) отдал Сорхахтани в жёны своему сыну Толую, пребывавшему ещё в детском возрасте.
В 1226 году после смерти Джучи, кыргызские земли вошли в улус Толуя, но реальная власть в кыргызских землях оказалась в руках вдовы Толуя, Сорхахтани, она управляла кыргызскими землями вплодь до её смерти в 1252 году.
После смерти Толуя (1232) его брат каан Угэдэй, «питавший к его детям крайнюю привязанность», приказал передать все дела в улусе и войске Толуя Сорхахтани, «умнейшей в мире женщине». Рашид ад-Дин сравнивает Сорхахтани с Оэлун, матерью Чингис-хана: обе после смерти мужей сами воспитали своих детей, благодаря усилиям матерей дети достигли могущества. В одном, по словам персидского летописца, Сорхахтани оказалась более стойкой, чем Оэлун. Мать Чингис-хана впоследствии вышла замуж за Мунлика, Сорхахтани не подчинилась указу Угэдэя, намеревавшегося выдать её за своего сына Гуюка.
По вступлении на престол (1246) Гуюк публично похвалил Сорхахтани и её сыновей, за то, что во время междуцарствия (1242—1246) они воздерживались от своеволия, не нарушили Ясы. Каан поручил Сорхахтани устроить от его имени раздачу подарков. Весной 1248 года Гуюк двинулся с большим войском на запад под предлогом того, что климат берегов Итиля полезен для его здоровья. Сорхахтани заподозрила, что каан решил выступить против своего давнего недруга Бату, и тайно предупредила последнего. В Самарканде Гуюк скончался. Сорхахтани и Бату прислали для его похорон драгоценные ткани и другие предметы.
Сорхахтани отправила своего старшего сына Мункэ к Бату, старшему в роде. Бату отказался от предлагаемого ему каанства и предложил возвести на престол Мункэ. Противники нового каана из домов Угэдэя и Чагатая были осуждены и казнены (1252). Суд над вдовой Гуюка Огул-Гаймыш и матерью Ширамуна Кадакач-хатун состоялся в ставке Сорхахтани, там же их и казнили. Сама Сорхахтани скончалась в феврале-марте 1252 года.
Будучи христианкой несторианского толка, Сорхахтани тем не менее оказывала покровительство и мусульманам. Она пожертвовала тысячу серебряных балышей на строительство медресе Ханийе в Бухаре и приказала, чтобы известный шейх Сейф ад-Дин Бахарзи был его попечителем. Также она купила несколько деревень и отдала их в вакф на это медресе.
Сорхахтани оставила после себя добрую память. Согласно Рашид ад-Дину:
«Соркуктани-беги была весьма умной и способной и возвышалась над женщинами [всего] света.
По словам Джувейни:
«В воспитании и обучении всех своих сыновей, в управлении делами государства... в решении всяких вопросов... с ней не мог сравниться ни один человек. И в любом деле, замышляемом кааном... он первым делом советовался с нею и спрашивал ее мнения и не допускал ни малейшего отступления или отклонения от того, что она предлагала».Чингисхан. История Завоевателя Мира